# José II de Schwarzenberg
José II Juan, 6º príncipe de Schwarzenberg (Viena, 27 de junio de 1769 - Frauenberg, 19 de diciembre de 1833), fue un noble germano-bohemio de la familia Schwarzenberg.

## Biografía
José nació como el hijo mayor del Príncipe Juan I de Schwarzenberg y de la Condesa María Leonor de Öttingen-Wallerstein y sucedió a su padre en 1789. Estuvo activo en el sector bancario.
En 1798 compró las propiedades de Stubenbach y Gutwasser con los dominios añadidos de Stachau, Altstadln y Neustadln. En 1801 o 1803 adquirió el Castillo de 
Willmendingen en Klettgau, y en 1810 la propiedad de Libějovice.
En 1802 cedió a su hermano menor Carlos Felipe, que después sería Mariscal de Campo, el segundo mayorazgo de la Casa Principesca y parte de la propiedad de la familia, incluido el Castillo de Orlík.
En 1806, después de la ocupación francesa, perdió la soberanía sobre las posesiones franconas y suabas de su Casa. En 1808 José fue aceptado en la Orden del Toisón de Oro.
Su esposa Paulina murió en 1810 en un incendio en un baile en el jardín de la embajada austriaca en París en honor del matrimonio de Napoleón con María Luisa de Austria.

## Matrimonio e hijos
José se casó en mayo de 1794 con Paulina Carolina Irisa, Princesa de Arenberg-Aarschot (2 de septiembre de 1774 - 2 de julio de 1810), hija de Luis Engelbert, 6º Duque de Arenberg, y tuvo seis hijas y tres hijos:
- María Leonor (1795-1848), casada en 1817 con el Príncipe Alfredo I de Windisch-Grätz (1787-1862).
- María Paulina (1798-1821), casada en 1817 con Enrique Eduardo, 2º Príncipe de Schönburg-Hartenstein (1787-1872).
- Juan Adolfo José (1799-1888), casado en 1830 con la Princesa Leonor de Liechtenstein (1812-1873), 7º Príncipe de Schwarzenberg.
- Félix Luis (1800-1852), Primer Ministro de Austria.
- Aloisia Leonor (1803-1884), casada con el Príncipe Enrique Eduardo de Schönburg-Waldenburg-Hartenstein, el viudo de su hermana María Paulina.
- Matilde Teresa (? - 1804)
- María Carolina (1806-1875), casada en 1831 con Fernando, 2º Príncipe de Bretzenheim (1801-1855).
- Ana Berta (? - 1807), casada con el Príncipe Augusto Longin Lobkowitz (1797-1842).
- Federico Juan (1809-1885), Arzobispo de Salzburgo en 1835, Cardenal y Príncipe Arzobispo de Praga.